# Bohdanove Perșe, Rozdilna
Bohdanove Perșe (în ucraineană Богданове Перше) este un sat în comuna Zaharivka din raionul Rozdilna, regiunea Odesa, Ucraina.

## Demografie
Componența lingvistică a localității Bohdanove Perșe
     Ucraineană (63,64%)
     Română (36,36%)
Conform recensământului din 2001, majoritatea populației localității Bohdanove Perșe era vorbitoare de ucraineană (63,64%), existând în minoritate și vorbitori de română (36,36%).

## Vezi și
- Românii de la est de Nistru